# نورمان وارد
نورمان وارد هو عالم سياسة ومؤرخ كندي، ولد في 19 مايو 1918 في هاميلتون في كندا، وتوفي في 6 فبراير 1990 في ساسكاتون في كندا.